# گرد ده
گرد ده (به لاتین: Gerd Deh) یک منطقهٔ مسکونی در افغانستان است که در ولایت بامیان واقع شده‌است.